# جوائز السينما الوطنية
جوائز الفيلم الوطني (بالإنجليزية: National Film Awards)‏ أبرز وأهم حفل جوائز في الهند. يُقام سنوياً بدلهي لتكريم المتميزين في الأعمال الفنية والتقنية في صناعة السينما الهندية. تأسست سنة 1954, يُدار الحفلَ من طرق مجلس إدارة مهرجانات الأفلام برعاية الحكومة الهندية ابتداءً من سنة 1973. يتميز الحفل بحضور رئيس الهند الذي يُشرِف على تقديم الجوائز للفائِزين.
 وقد اُعتُبِرَت جوائز الفيلم الوطني أوسكار الهند كنظيرتها الأمريكية من حيث الأهمية والمكانة.

## وصلات خارجية
- جوائز الفيلم الوطني على قاعدة بيانات أفلام
- الموقع الرسمي لمجلس إدارة مهرجانات الأفلام